# 无聊十亿年
无聊十亿年（Boring Billion），又称“贫瘠十亿年”（Barren Billion）、“地球枯燥时代”（Dullest Time on Earth）和“地球的中世纪”，是古生物学家马丁·布拉西尔提出的对从18亿年前古元古代的固结纪至8亿年前新元古代的拉伸纪之间的地球历史时期的形容称呼，历时跨越了大半个元古宙。这段时期的特点表现为环境、生物演化、岩石圈相比其它地质时代都异乎寻常的稳定。
这一时期的确切起止时间与持续时长在学界尚有不同观点，开始时间可能从24亿年前至18亿年前，结束时间从8亿年前至5亿年前。虽然处于两个全球性大冰期（休伦大冰期和成冰纪大冰期）和两次大规模氧化事件（大氧化事件和新元古代氧化事件）之间，这段时期的气候较为温暖稳定，氧气含量却始终很低，但有毒的硫化物含量较高，而陆地的分布则主要由哥伦比亚超大陆的板块构造分合所主导。虽然被称为“无聊”，但其实这一时期地质构造、环境演变、真核生物演化的进度仍然是可观的。

## 简介

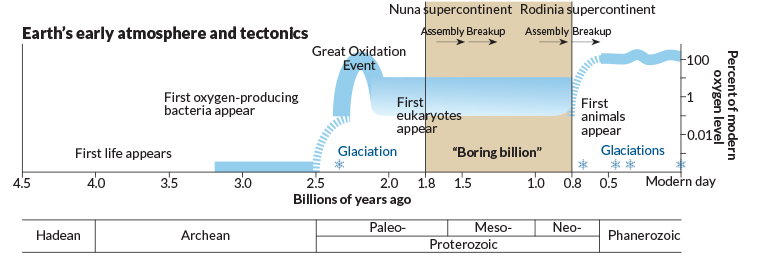
地球地质史上的大气氧气含量

在无聊十亿年之前的地质时期，地球经历了多次广泛的冰河时期、真核生物出现、蓝细菌进化导致氧气释放入大气层、大气层中出现拦截紫外线的臭氧层，大洋中铁的氧化等等。无聊十亿年之后，大气层经历了快速变化，大气层氧气含量上升到现代水準，寒武纪大爆发期间大多数现代主要动物的门出现，海洋中大型动物出现。
相反，在无聊十亿年时期内部，气候稳定、大气层氧气含量低、相对缺乏生物圈事件、大气层与海洋的组成成分缺乏大变动。 这种稳定性可能是由于相对稳定的超大陆产生于17亿年前一直持续到7.5亿年前才瓦解。
在无聊十亿年时期，绿色和紫色光合作用细菌看起来在缺氧与亚硫酸海洋中很繁育。这种海洋的生产力远不如现代海洋，释放着亚硫酸气体包括有毒的硫化氢，营养成分非常有限（特别是钼、铁、氮、磷）。 在无聊十亿年中，渐渐地真核生物从这种海洋的古菌祖先中进化出来。无聊十亿年结束时，第一种陆生生物出现了。 无聊十亿年以非常寒冷，原因不明，遍布整个地球的大冰河时期（雪球地球）为结束标志。 

### 板块约束
地球的生物圈、大气圈与水圈的演进，关联于超大陆旋回，即大陆地壳经历周期性汇聚与分散。无聊十亿年经历了两个超大陆演进：哥伦比亚超大陆 与罗迪尼亚超大陆。哥伦比亚超大陆形成于20亿年至17亿年前，保持准稳定直至13亿年前。发生了几次不成功的分裂。地质学与古地磁学证据支持哥伦比亚超大陆在11亿年前至10亿年前只经历了小变化就形成了罗迪尼亚超大陆。古地理学重建支持该超大陆位于赤道及温带气候区，几乎没有陆地在极区。18亿年至8亿年期间，一系列有限的陆壳破裂所以被动边缘缺乏。 这种洋陆稳定的配置是环境稳定的基本约束。7.5亿年前罗迪尼亚超大陆的破裂终结了无聊十亿年。
一种用来解释低度板块变化的機制顯示，在地球演化的早期阶段，软流圈温度太高以至于不能保持现代板块构造；代替板块在俯冲区的回收，板块连接在一起直至7.5亿年前地幔冷却到启动板块俯冲。启动之初，由于地壳很厚，板块俯冲消减非常强烈。

### 宇宙活动
缺少冰河时期也可能与宇宙射线流强度有关。冰河时期一般宇宙射线流强度较低，引起太阳风波动。即，地球遭受较强宇宙射线可能引发冰河期的来临。另一个可能原因是银河系的恒星形成，20亿年前至10亿年前的冰河时期少与恒星形成减少相关。太阳系进入或离开银河系的某条旋臂，意味着宇宙射线增多或减少。因为宇宙射线的来源——超新星通常在银河系悬臂中产生。

### 缺少较长冰河期
与地球地质史的可观察到的正常周期相比，无聊十亿年缺少显著较长的冰河期。 
一些研究表明，这一时期较低浓度的大气层氧气含量，导致缺少臭氧层，再加上较低的太阳活动强度，即使没有很高的温室效应，仍然排除了缺乏冰河期的可能性。因此，缺少冰川记录可能是数据不准确而不是那个地质时期真就如此。在西澳大利亚的金伯利地区发现了18亿年前古冰川切槽。